# Dějiny koncernu Baťa
Dějiny koncernu Baťa se oficiálně započaly dne 21. září 1894, když bylo na jméno Antonína Bati úřady vydáno příslušné živnostenské povolení. V květnu 1931 se z dosavadní veřejné obchodní společnosti stala akciová společnost, jediným akcionářem byl Tomáš Baťa a po jeho tragické smrti v červenci 1932 jeho polorodý bratr Jan Antonín Baťa. Původní zlínský obuvnický závod – znárodněný v květnu 1945 – existoval do roku 2000 pod označením Svit, ačkoliv dnes již nevyrábí. Současná firma Baťa, jež působí i v České republice, je pobočkou té části koncernu, která se po druhé světové válce nacházela mimo země socialistické soustavy a vyvíjela se nadále pod vedením rodiny Baťů.

## Stručný vývoj společnosti 1894–1945
Přehled hlavních mezníků ve vývoji koncernu do znárodnění.
| - 1894 - Vznik společnosti - Výroba obuvi - 1903 - Strojírenství - 1910 - Závodní kuchyně s jídelnou - 1912 - Výstavba obytných domků pro zaměstnance - 1915 - Koželužny - 1917 - Elektrárna - Lesní a polní hospodářství - Závodní konzum - 1918 - Tiskárna - Vydavatelství novin - Závodní knihovna - Závodní mateřská školka - 1919 - Zpracování dřeva - 1923 - Správkárny obuvi - 1924 - Železniční doprava (Otrokovicko-zlínsko-vizovická dráha) - Letecká doprava - Stavebnictví - Systém účasti na zisku a ztrátě - Sportovní klub Baťa - 1925 - Baťova škola práce - 1926 - Vydavatelství TISK - 1927 - Výroba celopryžové obuvi - Racionalizace výroby - Baťovy pomocné závody (BAPOZ) - Baťova nemocnice | - 1928 - Chemická výroba - Baťův podpůrný fond - 1929 - Pedikúra - Počátek budování podnikových satelitů - 1930 - Pojišťovna - 1931 - Vznik akciové společnosti - Plynárenství - Automobilová nákladní doprava - Textilní výroba - 1932 - Smrt Tomáše Bati - Novým šéfem se stává Jan Antonín Baťa - Námořní lodní doprava - Uhelné doly - Zahájena výroba pneumatik - 1933 - Postaven hotel Společenský dům - Otevřen Památník Tomáše Bati - Založení vývozní a dovozní společnosti Kotva - 1934 - Zaveden čtyřicetihodinový pětidenní pracovní týden - Letecké závody - 1935 - Otevření závodu Fatra Napajedla - Výroba plynových masek a gumových výrobků - Studijní ústav - 1937 - Otevření filmových ateliérů Baťa - 1938 - Dokončena správní budova ve Zlíně - Otevření průplavu Otrokovice - Rohatec tzv. Baťův kanál - 1939 - Škola umění - 1942 - Zásadní změna ve statutárních orgánech - 1943 - Zahradnictví - Těžba nafty a plynu - 1944 - Nálet - 1945 - Znárodnění zestátněním |

## Podrobný vývoj společnosti 1894–1945

### První roky

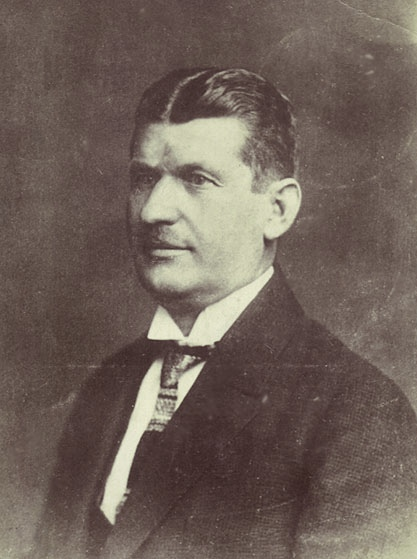
Tomáš Baťa (1876–1932)

Základy budoucího koncernu Baťa položili v pátek 21. září 1894 tři sourozenci Baťové: Anna, Antonín a Tomáš, když Antonín obdržel příslušná povolení. Z hlediska veřejnoprávních listin však byl jediným zakladatelem právě Antonín Baťa, neboť Tomáš byl v době vzniku firmy ještě příliš mladý, aby mohl mít vlastní živnost.
V roce 1900 patřil zlínský obuvnický závod se svými sto dvaceti zaměstnanci mezi osm největších obuvnických továren v Čechách a na Moravě. V srpnu 1900 se firma stala veřejnou obchodní společností, přičemž dělení zisku se dělo v poměru 55 % pro Tomáše a 45 % pro Antonína. Ve stejném roce byl v továrně instalován první parní stroj, ten pochopitelně nebyl brzy jediný, a proto kvůli jejich údržbě vznikly 26. května 1903 podnikové strojírny. V letech 1904 a 1913 se Tomáš Baťa vydal na zkušenou do USA, kde studoval zkušenosti Taylora a Forda a byl ovlivněn především pásovou výrobou.
Po návratu ze své první americké cesty se Tomáš Baťa pustil do výstavby první tovární budovy v blízkosti zlínské železniční stanice (zničena při náletu na podzim 1944). Autorem budovy, která byla silně ovlivněna americkým pojetím takových staveb, byl patrně architekt Dominik Fey.
V září 1906 přišli za Tomášem Baťou dělničtí důvěrníci s požadavkem propuštění kolegy, který měl hrubě zaútočit na jejich sociálně demokratickou odborovou organizaci a který není dostatečně solidární s ostatními dělníky. Tomáš Baťa se ale za dotyčného zaměstnance postavil, a tak byla 13. září 1906 vyhlášena stávka, která trvala až do prosince 1906. Tomáš Baťa, který považoval stávku za nevděk a osobní útok, se po poradě s nejbližšími spolupracovníky rozhodl organizátory stávky propustit, čímž sice přišel o kvalifikovanou pracovní sílu, ale již ve druhé polovině roku 1907 se mu podařilo problémy vzešlé ze stávky překonat. Tomáš Baťa však stávku vyřešil nejen propuštěním organizátorů, ale také vytvořením sociálních opatření, která měla do budoucna podobným situacím předcházet – Tomáš Baťa také odbory vnímal jako místo politického střetu a politiku se po této stávce rozhodl nepustit za brány závodu.
V červnu 1908 zemřel na tuberkulózu Antonín Baťa. V době, kdy zemřel Antonín a Tomáš Baťa zůstal jediným vlastníkem společnosti, se firmě podařilo prorazit také na zahraniční trhy. V roce 1910 již Baťa zaměstnával tisíc pět set zaměstnanců a denně vyráběl tři tisíce párů obuvi.
Rok 1910 byl také významným mezníkem ve vývoji baťovských sociálních institucí, neboť vznikla první z mnoha budoucích: závodní kuchyně s jídelnou. Na jídelnu navázala výstavba prvních domků pro zaměstnance (1912), budování školky, škol, kina a v roce 1927 byla zřízena Baťova nemocnice. Po smrti Tomáše Bati byl zbudován jeho památník a zlínské Studijní ústavy. Firma podporovala také vznik zlínských průmyslových škol a gymnázia.

### První světová válka
Na počátku první světové války byla zlínská firma Baťa jednou z nejdůležitějších obuvnických firem v celém mocnářství a v odvětví dosahovala nejvyšší produktivitu práce, ale z hlediska své orientace na lehkou plátěnou obuv se jevilo jako nemožné, že by získala zakázku na dodávky těžké kožené vojenské obuvi pro armádu. Tomášovi se však podařilo ve Vídni zakázku získat, což pomohlo také v tom, že zaměstnanci nebyli odváděni na frontu – uvádí se však, že v důsledku zakázky působilo ve firmě v té době i vojenské vedení. Je ale také pravdou, že firma měla zpočátku s výrobou pro armádu těžkosti, které se však podařilo překonat, a tak mohla firma již na konci války produkovat denně až deset tisíc párů obuvi.
Literatura z období politického monopolu komunistické strany s oblibou uváděla, že právě první světová válka umožnila Baťovi vytvořit největší obuvnickou továrnu v rozkládající se monarchii a dosáhnout obrovských zisků. Stejná literatura však již přecházela skutečnost, že Tomáš Baťa udržoval ve svých podnikových prodejnách navzdory inflaci ceny o málo vyšší než v dobách míru a že dokonce ze svého kompenzoval zvyšující se cenu jídla a potravin. Na konci první světové války tak navzdory přesvědčení o válečném zbohatnutí vykazovala firma Baťa ztrátu ve výši přes tři miliony tehdejších korun.

### 1918–1932

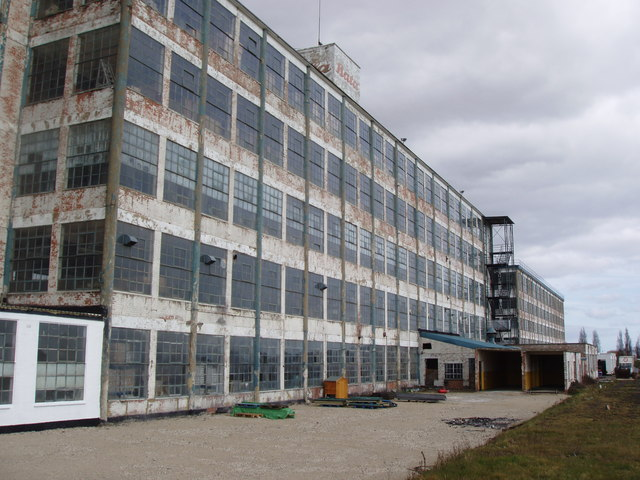
Továrna v anglickém Tilbury

S koncem první světové války a vznikem nové Československé republiky musela firma čelit novým problémům. Na území Čech a Moravy bylo po vzniku republiky dislokováno skoro osmdesát procent průmyslové kapacity obuvnického průmyslu bývalého Předlitavska. Navíc zmizela původní odbytiště velké monarchie a samotná poptávka v Československu byla vlivem válečného vyčerpání nízká, což se projevilo v krizi odbytu. Firma měla z válečných dob víc zaměstnanců, než kolik s ohledem na odbyt potřebovala. Tomáš Baťa se pokouší zvyšující se úvěrovou zadluženost firmy překonat vnitřním úvěrovým systémem, kdy si zaměstnanci mohli ve firemní bance založit vlastní konto, na kterém bylo zhodnocení větší než v bance a na kterém tak byly prostředky, které firmě zanedlouho umožnily zbavit se bankovních úvěrů. Navzdory krizi začali zaměstnanci požadovat zvýšení mezd, což se rozhodli podpořit také další stávkou, která propukla v dubnu 1919. V následných jednání formulovali zástupci dělníků své další požadavky ke zlepšení své situace, jež nakonec vedení podniku, které nechtělo rozpory vyhrocovat, přijalo. Vlivem prudkého zesílení kurzu československé koruny (o 250 %) od října 1921 do října 1922 se československé výrobky staly v zahraničí neprodejnými. Tomáš Baťa se navzdory krizi rozhodl výrobu udržet, ale ani částečné zlevnění nezastavilo klesající prodej.
Nakonec přišel Tomáš Baťa s odvážným krokem: snížit cenu obuvi od 1. září 1922 na polovinu cen z jara roku 1922. Baťův nápad publikovaný 26. srpna 1922 v podnikových novinách Sdělení vyvolal odpor v řadách československých průmyslníků, kteří chtěli Baťu vyloučit ze svých řad, ale vyvolal také útoky levicových novin, které tvrdily, že Baťa na daních dluží několik milionů a stát by je měl získat dřív, než podnik padne. Dominik Čipera (zastupitel Zlína odpovědný za městské finance a Baťův příbuzný) díky kontaktům v Praze potvrdil, že se do Zlína chystá daňový exekutor, a tak se Tomáš Baťa odhodlal k jednání s ministrem financí Aloisem Rašínem. Po dlouhé diskuzi a propočtech souhlasil Rašín se smazáním všech daňových položek do roku 1922. I díky tomuto mohla být spuštěna akce Baťa drtí drahotu, při níž byly sníženy ceny na padesát procent jarních hodnot, platy zaměstnanců byly sníženy o čtyřicet procent a ceny v podnikovém konzumu se snížily na padesát procent. Za jediný den prodal Baťa devadesát devět tisíc párů obuvi za 8,1 milionu korun. Akce byla tak úspěšná, že se díky ní mohla brzy výroba zvýšit o šedesát procent, Tomáš Baťa si ale byl vědom toho, že návrat k původním cenám nebyl možný a že bylo nutné výrobu dále racionalizovat.
V roce 1923 se ještě projevovala předchozí krize, firma měla nejnižší počet zaměstnanců od konce první světové války. V čele zlínské radnice stal v té době komunista František Novák. Tomáš Baťa s dalšími spolupracovníky se i z tohoto důvodu odhodlal sestavit kandidátku do komunálních voleb, která vyhrála a 29. září 1923 se tak Tomáš Baťa mohl stát starostou Zlína. Následující léta vývoje Zlína bývají označována jako období Budování zahradního města. Typické cihlové domky, budovy s bílým železobetonovým skeletem 6,15 × 6,15 metru s cihlovou výplní, ale i soudobá stavební nej – to byl Zlín budovaný firmou Baťa, na jehož podobě se podíleli architekti Jan Kotěra, Josef Gočár, František Lydie Gahura, Vladimír Karfík, Miroslav Lorenc a další.
Z hlediska koncernu byl významný rok 1924, kdy byla zavedena spoluúčast na zisku a ztrátě a byla započata výstavba moderních továrních budov s železobetonovým skeletem. Jestliže továrnu v roce 1924 tvořilo sedm budov, v roce 1927 jich bylo již třicet.
V roce 1926 zvýšil Baťa svůj podíl na vývozu obuvi z Československa na padesát pět procent a na domácím trhu měl víc než třetinový podíl. Pásová výroba byla po vzoru Henryho Forda zavedena v roce 1927 a již zanedlouho umožnila zvýšit výrobu o 58 % při zvýšení počtu zaměstnanců o 35 %. Zvyšování výroby si vynutilo budování dalších objektů: v areálu továrny vyrostly koželužny, gumárny, sklady, a to vše bylo kryto ziskem nebo prostředky z firemní banky. Investice pochopitelně směřovaly i do vytváření nových dceřiných společností. Vlivem celních překážek, které v roce 1928 způsobily poprvé od roku 1923 větší propouštění, začala firma budovat své zahraniční satelity – první z nich byl budován od roku 1929 ve švýcarském Möhlinu. Slavnostní otevření tamějšího závodu bylo naplánováno na 12. července 1932. Šéf firmy Tomáš Baťa tam ale už nepřiletěl.
Export do západních zemí se snižoval, ale v absolutních číslech rostl, neboť výpadek kompenzovala firma vývozem do Asie a Afriky, a tak mohla v roce 1931 dosáhnout již víc než sedmdesátiprocentního podílu na vývozu obuvi z Československa. Díky devizové autonomii, kterou firma jako jedna z mála exportéru v zemi od Národní banky Československé v roce 1931 dostala, mohla prostředky z prodeje obuvi v zahraničí použít na budování svých dalších zahraničních továren a satelitů.
Vzhledem ke skutečnosti, že konkurence mohla blokovat vstup firmy Baťa na další trhy, ale také s ohledem na zajištění budoucnosti podniků, založil Tomáš Baťa v roce 1931 ve Švýcarsku holdingovou společnost Leader AG, přes kterou byly kontrolovány Baťovy firmy v celém světě. Rok 1931 byl ostatně přelomovým rokem: firmě se podařilo převzít své největší tuzemské konkurenty, došlo k vytvoření holdingu Leader a v květnu se změnila dosavadní veřejná obchodní společnost T. & A. Baťa na Baťa, akciová společnost. V tomto roce pracovalo pro koncern v Československu 29 500 zaměstnanců, kteří celkově vyrobili 35 124 000 párů obuvi, což tvořilo skoro 78 % celkové produkce obuvi v Československu.
Ustavující valná hromada akciové společnosti, jejíž všechny akcie vlastnil Tomáš Baťa, rozhodla v květnu 1931 o složení statutárních orgánů: členy správní rady se stali Tomáš Baťa, MUDr. Rudolf Gerbec (tchán Jana Antonína Bati), Dominik Čipera a Jan Antonín Baťa.
Na přelomu let 1931 a 1932 se však začala i v obuvnickém průmyslu projevovat hospodářská krize. Ta v kombinaci se zavedením celních překážek v některých zemích (Spojené království, Německo) způsobila propad exportu o 70 %, zastavení investičních akcí a nutnost propouštění, kdy o práci přišlo asi pět tisíc zaměstnanců. Tomáš Baťa se však i tuto krizi pokoušel překonat, a tak se vydal počátkem roku 1932 na obchodní cestu přes Blízký východ do Indie. Právě po návratu z této obchodní cesty pronesl památný projev Nebojme se budoucnosti. Za několik týdnů, 12. července 1932, měl Tomáš Baťa slavnostně otevřít svou švýcarskou továrnu v Möhlinu. Letadlo Junkers F 13 D1608 registrované na Baťovu německou společnost však několik minut po startu za mlhy narazilo do komína Baťových pomocných závodů v Otrokovicích, které firma vybudovala počátkem třicátých let. Tomáš Baťa i pilot Jindřich Brouček byli na místě mrtví.

### 1932–1939

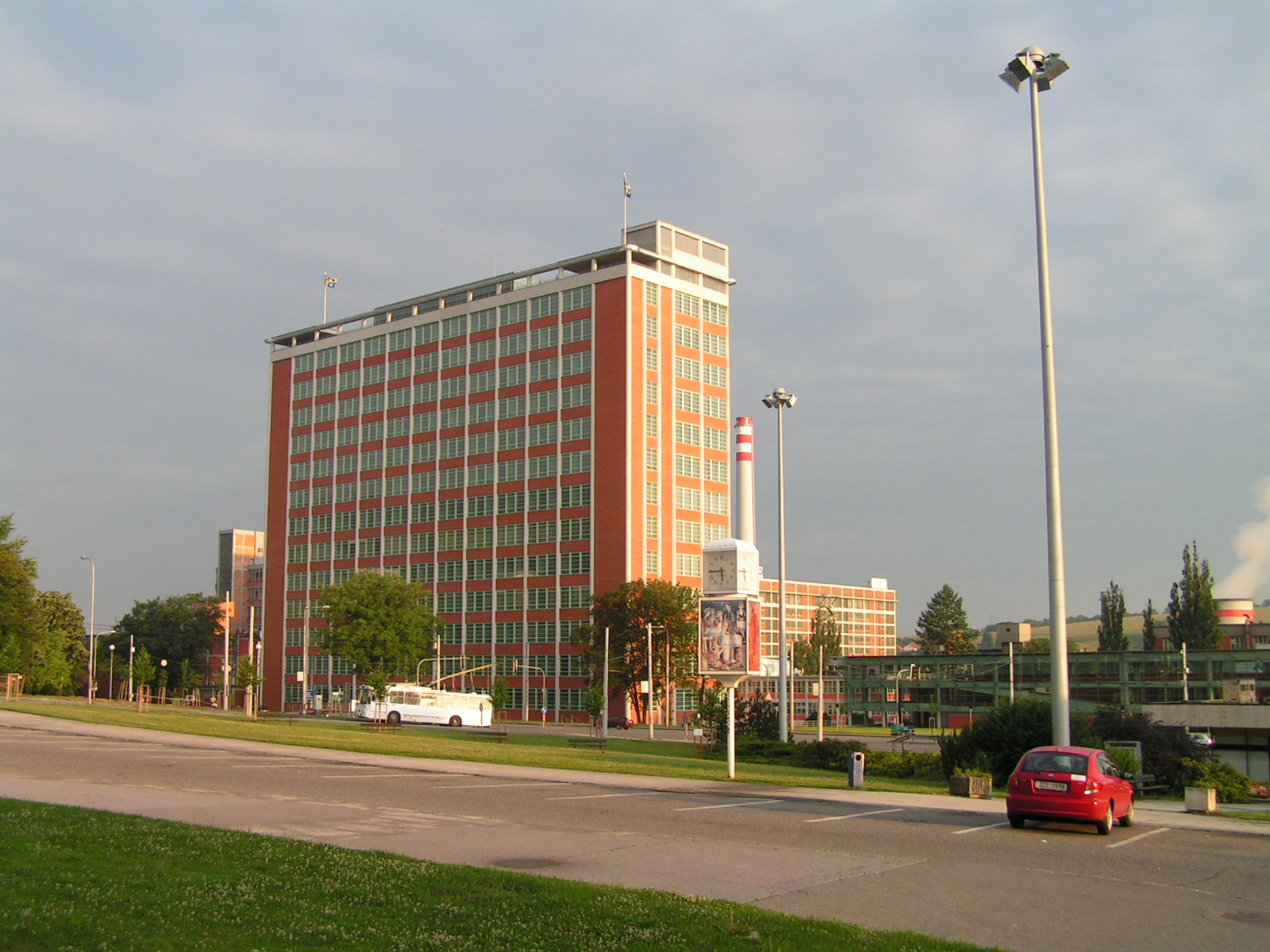
Správní budova koncernu ve Zlíně

Po otevření trezoru Tomáše Bati v továrně byla nalezena jeho závěť spolu s několika dalšími dokumenty, mezi nimiž byl i dopis pro jeho polorodého bratra Jana Antonína Baťu z května 1931, který byl ve skutečnosti kupní smlouvou na akcie firmy Baťa a dalších společností. Jan pro stvrzení platnosti smlouvu podepsal, a tak se stal za padesát milionů korun jediným akcionářem společnosti. Vedení města Zlína v srpnu 1932 převzal Dominik Čipera.
V průběhu roku 1932 se podařilo krizi překonat, ale následovalo v obuvnickém průmyslu období stagnace, ale i tak se firmě Baťa dařilo držet vedoucí postavení v oboru. V roce 1935 rozhodl šéf Jan Antonín Baťa o zahájení činnosti firmy v dalších odvětvích, v důsledku čehož vznikl například závod Fatra v Napajedlích. Byly budovány podnikové satelity, ale rostl také zlínský závod, kde bylo v roce 1935 již 63 výrobních budov.
V červenci 1934 zavedla firma Baťa čtyřicetihodinový pětidenní pracovní týden. K oživení na trhu došlo v roce 1936 a díky devalvaci československé koruny pokračovala příznivá situace i v roce 1937. Od ledna do května 1937 se Jan Antonín Baťa vydal na obchodní cestu kolem světa přes Itálii, severní Afriku, Blízký východ, Indii, Dálný východ, Čínu, Japonsko a USA. Cesta byla zanedlouho zpracována v knize Za obchodem kolem světa.
V roce 1936 měl koncern jen ve Zlíně už dva tisíce úředníků, a tak se začala zvažovat varianta výstavby správní budovy, která byla nakonec zadána architektu Vladimíru Karfíkovi. Zmínka o dostavbě správní budovy byla zveřejněna v týdeníku Zlín počátkem prosince 1938 vedle zprávy o jmenování Dominika Čipery ministrem.
V létě 1938 bylo rozhodnuto, že Tomík Baťa nezaloží nevelký závod v Belgii, jak plánoval, ale v Kanadě, která se jevila jako vhodnější než průmyslově vyspělé Spojené státy.  Na poradě vedení koncernu kolem Vánoc 1938 byla s ohledem na události po Mnichovu zvažována varianta ztráty Zlína, a proto bylo rozhodnuto, že se továrna v kanadské Batawě stane možnou alternativou Zlína.Tomáš Jan Baťa poté zlínskou centrálu opouštěl se seznamem zahraničních společností firmy Baťa, ze kterých se po válce zrodila Bata Shoe Organization.

### 1939–1945
Po vzniku Protektorátu a Slovenského státu byly z koncernu vyčleněny slovenské závody, které byly nově řízeny společností „Baťa, Slovenská účastinná spoločnosť“ z Baťovan.  Továrny a prodejny na území okupovaných Maďarskem byly podřazeny nově vzniklé společnosti „Cikta“ se sídlem v Nových Zámcích.
Brzy po vzniku Protektorátu se podařilo ze země dostat zaměstnance židovské konfese, kteří byli jako oficiální zástupci koncernu Baťa posláni mimo dosah rasové politiky Třetí říše.
Ve správní radě v roce 1939 zasedali: Jan Antonín Baťa (předseda), Dominik Čipera, Josef Hlavnička, Ing. Hugo Vavrečka, František Malota a Hynek Baťa. V červnu 1939 využil Jan Antonín Baťa mezinárodní výstavy v New Yorku a Protektorát opustil. Do země se již nikdy nevrátil.
V roce 1940 byl Jan Antonín Baťa zapsán na britskou a americkou černou listinu, což byl především úspěch jeho konkurence, které se tak podařilo přivodit mu nemalé problémy.
V červnu 1940 nastoupil k firmě německý provozní ředitel a vojenský průmyslový vedoucí Albrecht Miesbach, který se také stal členem správní rady. Kvůli zavádění říšskoněmeckých ustanovení v obchodním právu došlo v roce 1942 ke změně, při níž nahradilo správní radu představenstvo a vznikla dozorčí rada. Členy představenstva byli Dominik Čipera, Josef Hlavnička, Hugo Vavrečka, František Malota, Hynek Baťa a Albrecht Miesbach – Jan Antonín Baťa byl v cizině. Dozorčí rada se v období druhé světové války neubrání členství představitelů okupační moci: v roce 1942 ji tak tvoří Wilhelm Marotzke (předseda), generálmajor Luftwaffe Arnold Schütze, Dr. Ferdinand Menčík, JUDr. Evžen Šaller a Dr. František Xaver Hodáč. Generálmajor Schütze byl zanedlouho nahrazen protektorátním ministrem Dr. Walterem Bertschem.
Říšskoněmecké orgány pochopitelně požadovaly vysvětlení, proč se majitel a šéf koncernu Jan Antonín Baťa zdržuje mimo území Říše. Jan Antonín Baťa se totiž od roku 1941 zdržoval v Brazílii. Aby byli Němci uklidněni, převedl Jan Antonín 25% akcií firmy Baťa na Marii, vdovu po svém nevlastním bratrovi Tomáši Baťovi, a po sedmi procentech na Josefa Hlavničku, Dominika Čiperu, Františka Malotu, Hynka Baťu a Huga Vavrečku, z nichž každý podepsal závazek, že akcie na požádání Janu Antonínu Baťovi vrátí a že v případě smrti některého z nich zůstanou akcie nadále jen v rukou zbývajících osob. Právě tento převod akcií se později mimo jiné stal předmětem sporu.
Náletů na Zlín bylo za války několik. Pro podnik však byl zásadní ten z 20. listopadu 1944, při kterém bylo zničeno deset továrních budov a třicet osm bylo silně poškozeno, obuvnické a gumárenské závody měly poškozeno šedesát procent výrobní plochy a bylo zničeno devadesát procent skladovacích ploch. Škoda způsobená náletem se jen na továrně vyšplhala na víc než půl miliardy korun.
Je možné říci, že období druhé světové války bylo vrcholem ve vývoji koncernu Baťa.

## Podrobný vývoj společnosti od roku 1945

### 1945–1949
Konec války znamenal snahu vedení o odstranění škod a rozběhnutí výroby. Již 12. května 1945 vymazali čeští členové představenstva německé členy statutárních orgánů z obchodního rejstříku. Na druhý den vyhlásil Národní výbor Velkého Zlína v koncernu národní správu.
Ředitelé koncernu byli vyšetřováni. Před Národním soudem stanul Jan Antonín Baťa (ve vykonstruovaném procesu těsně před koncem existence Národního soudu odsouzen k patnácti letům) a Dominik Čipera (osvobozen). Před mimořádným lidovým soudem stanul Albrecht Miesbach, který byl osvobozen, neboť v době války svou intervencí u K. H. Franka zajistil zastavení řízení proti vdově po Tomáši Baťovi – Marii a šesti dalším zaměstnancům firmy. V této fázi nebyli před soud postaveni ředitelé Hynek Baťa, František Malota a Hugo Vavrečka. František Malota byl však jako člen statutárních orgánů jugoslávských společností v listopadu 1945 odsouzen Vrchním soudem Chorvatska k osmi letům vězení a nucených prací a konfiskaci majetku, k výkonu trestu ale nebyl vydán.
Poválečný stav byl následující: komunisté zkonfiskovali továrny v Polsku, Jugoslávii, Československu, Bulharsku, Rumunsku a Maďarsku. Pod kontrolou tamějších vlád však byly i továrny v Británii a jejích dominiích, v Nizozemsku, Egyptě a v Indii.

### Vývoj vČeskoslovensku

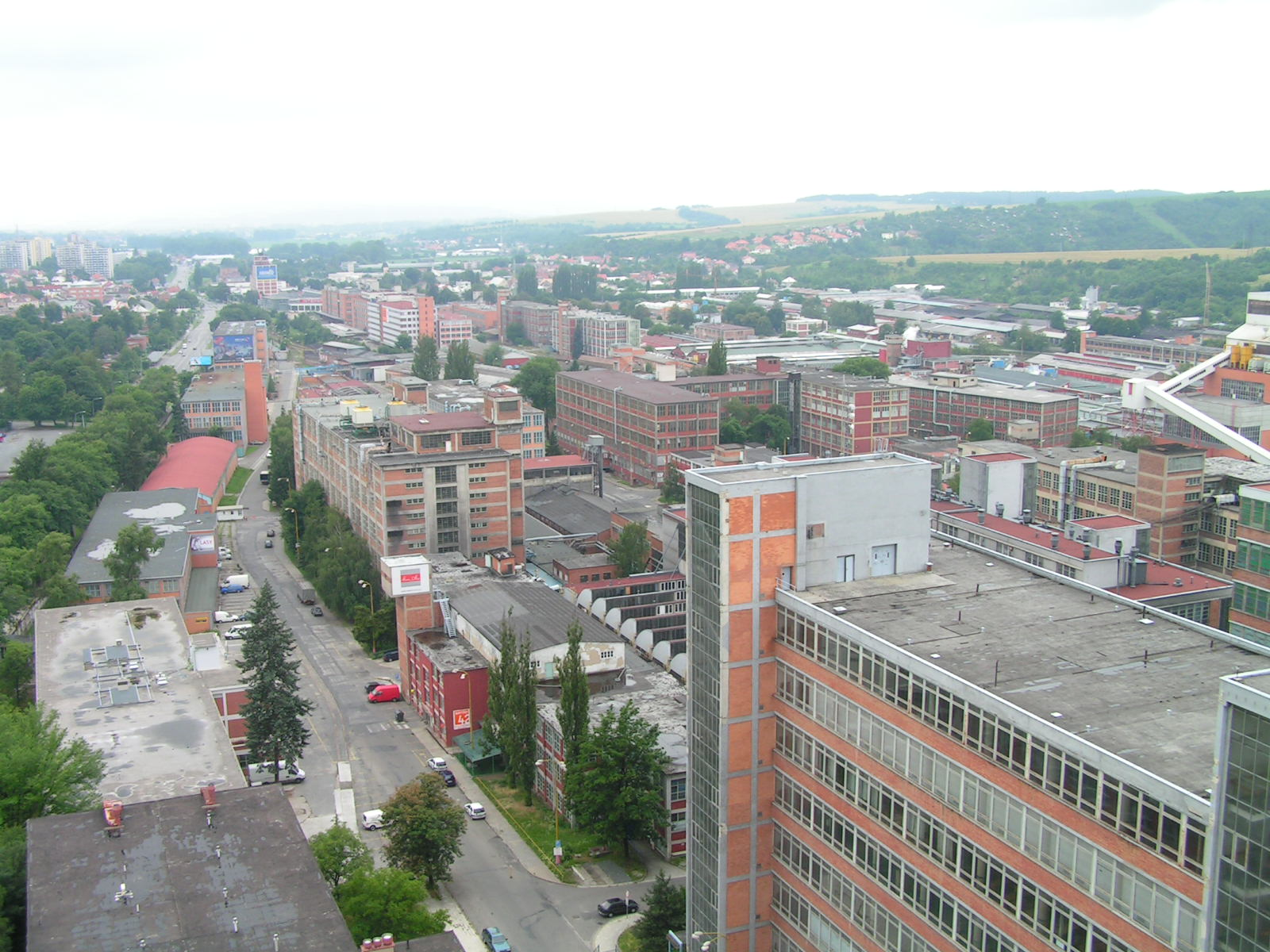
Zlínská továrna dnes

Po druhé světové válce opustilo Zlín třináct tisíc lidí, mezi nimiž byl nejeden bývalý vedoucí pracovník koncernu.
V květnu 1945 byla v podniku ustavena národní správa. Zmocněncem nad firmou se stal bývalý konfident gestapa JUDr. Ivan Holý. Právě z jeho iniciativy mění k 1. lednu 1949 jméno koncern i město.
Podnik byl znárodněn zestátněním 27. října 1945. A od 1. ledna 1949 fungoval jako Svit, národní podnik. Pamětní deska upomínající znárodnění je dodnes k vidění v osmé etáži zlínského mrakodrapu.
Po únoru 1948 se opět objevilo nutkání komunistů potrestat bývalé ředitele koncernu, a tak byli ve vykonstruovaných procesech před obnovenými mimořádnými lidovými soudy vynášeny nové tresty: Dominik Čipera patnáct let, Hugo Vavrečka tři roky, František Malota odsouzen, ale bez trestu, což ani nebylo potřeba, když nad ním visela hrozba vydání do Jugoslávie. Odsouzený Dominik Čipera výkon trestu nenastoupil, neboť se v té době zdržoval již mimo území Československa, stejně jako Hugo Vavrečka, ten však s ohledem na svůj špatný zdravotní stav. Hynek Baťa a Albrecht Miesbach byli v této době již mimo dosah československé justice. O pět let později byl jeden z bývalých národních správců zlínské firmy Baťa a poválečný ředitel továrny v Baťovanech, štábní kapitán Jozef Trojan, postaven před soud a v prosinci 1953 po vykonstruovaném procesu popraven.
Po únoru 1948 také následovalo rozdělení bývalého koncernu na řadu menších podniků, což trvalo až do roku 1953. Nové spojení Gottwaldov – Svit se mělo stát synonymem moderního socialistického budování.
K 1. dubnu 1991 byla tehdy již akciová společnost Svit rozdělena na pět samostatných akciových společností: Svit Zlín, Bopo Třebíč, Sázavan Zruč nad Sázavou, Botana Skuteč a Toma Otrokovice. V roce 2023 z nich existovala již jen Botana neboli Botas, kterou před krachem zachránila firma Vasky, která na Baťovskou činnost v obuvnictví ve Zlíně volně navázala.
Rozlet zlínského Svitu byl zastaven pádem IPB. Bývalý obuvnický gigant tak nebyl již schopen čelit vlastní produkcí ekonomickým změnám a změně trhu. Někdejší betonová zeď, jež oddělovala továrnu od města a nesla opakující se heslo Svit obouvá svět, byla následně asanována, což je i symbolické vyjádření konce obuvnické výroby v někdejším srdci Baťovy obuvnické říše. Dnes areál slouží převážně ke komerčním účelům a vedle mnoha staveb např. Baťovský mrakodrap s proslulým kancelářovým výtahem dnes slouží pro potřeby Zlínského kraje.

### Vývoj ve světě

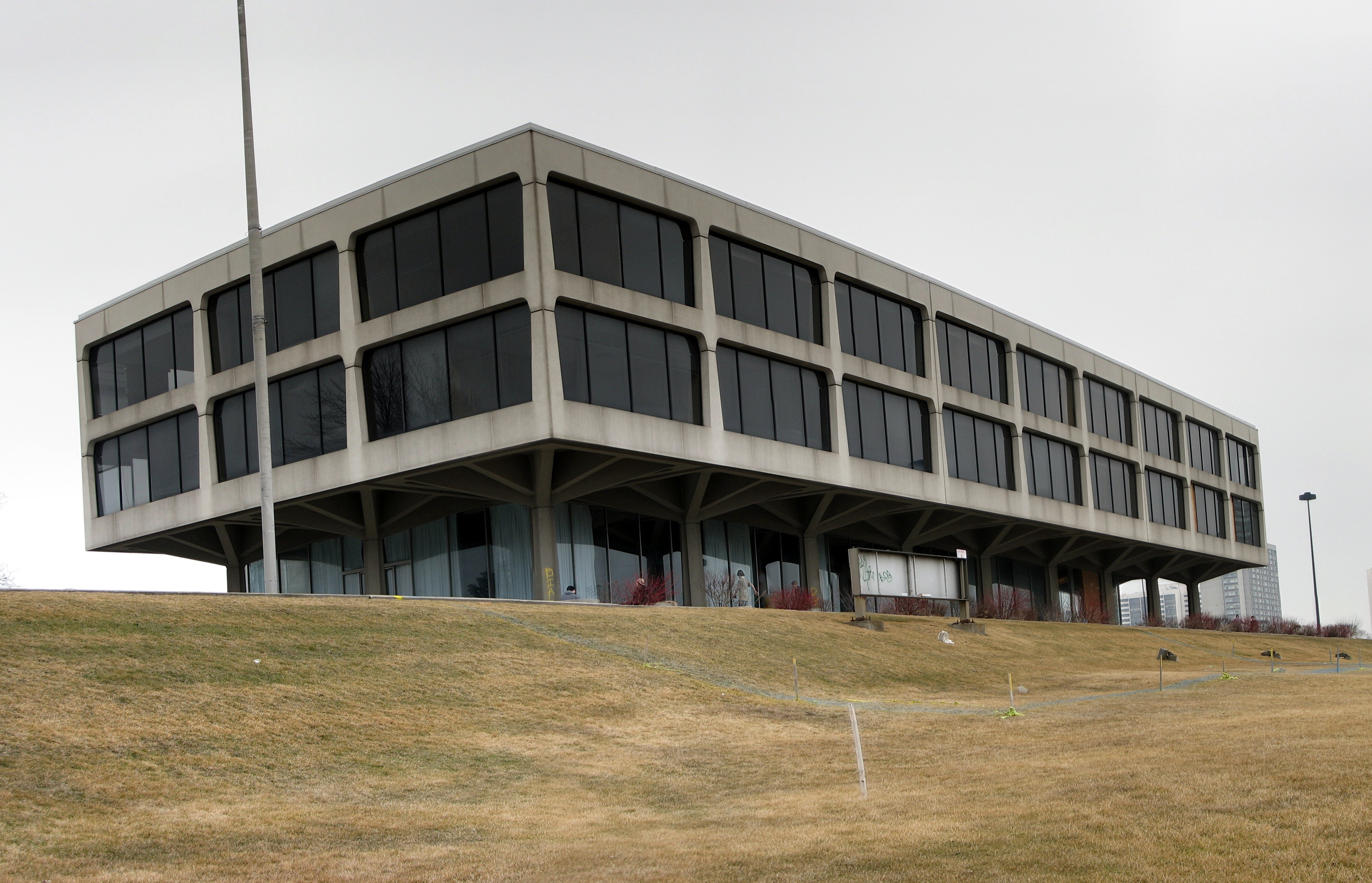
Bývalé sídlo firmy v Torontu (asanováno kolem r. 2007)

Po druhé světové válce probíhaly soudní spory o vlastnictví podniku mezi Janem Antonínem Baťou a jeho synovcem Tomášem Janem Baťou. S výjimkou holandské společnosti získal Tomáš Jan Baťa soudní cestou vlastnictví většiny zahraničních společností. V roce 1962 se Jan Antonín Baťa svých práv vzdal ve prospěch svého synovce za tři miliony dolarů.
V roce 1991 se firma Baťa vrátila do Československa, sídlo české filiálky je opět ve Zlíně.
V roce 2000 měla Bata Shoe Organization necelých pět tisíc prodejen v 68 státech světa, 49 324 zaměstnanců a v tomto jediném roce prodala 221 milionů párů obuvi.

## Současnost
Společnost Baťa má dnes čtyři obchodní jednotky: Bata Europe se sídlem ve švýcarském Lausanne, Bata Asia Pacific-Africa se sídlem v Singapuru, Bata Latin America se sídlem v Ciudad de México a Bata North America se sídlem v kanadském Torontu. Pro firmu pracuje necelých padesát tisíc zaměstnanců.
V roce 2016 se pokusil marketingově navázat a rozvinout globální marketing ve střední Evropě pravnuk Tomáše Bati Thomas Archer Baťa. Po dvou letech však firmu opustil, odešel studovat podnikání a management na Harvard. V současnosti rozjíždí vlastní značku luxusního sportovního oblečení Mont Gelé Gear, které se vyrábí v Česku.

#### Monografie
- ARCANJO, Francisco Moacir. Svět porozumí: Příběh krále bot Jana Antonína Bati. 1. vyd. Krásná Lípa: Marek Belza, 2004. 196 s. (Lusitanica; sv. 1). ISBN 80-903360-1-9.
- BAŤA, Jan Antonín; CEKOTA, Antonín; BEZDĚK, František. Za obchodem kolem světa: Baťova letecká obchodní výprava kolem světa 6. 1. – 1. 5. 1937. Zlín: Tisk, 1937. 259 s.
- BAŤOVÁ DE OLIVEIRA, Edita; D'OLIVEIRA, Nelson. Dovětek: Sága o životě a smrti Jana Bati a jeho bratra Tomáše. 1. vyd. Krásná Lípa: Marek Belza, 2005. 109 s. (Lusitanica; sv. 2). ISBN 80-903360-4-3.
- IVANOV, Miroslav. Sága o životě a smrti Jana Bati a jeho bratra Tomáše. 2. vyd. Vizovice: Lípa, 2000. 382 s. ISBN 80-86093-14-X.
- (slovensky) KARFÍK, Vladimír. Architekt si spomína. Bratislava: Spolok architektov Slovenska, 1993. 329 s. ISBN 80-900483-4-X. (slovensky)
- (slovensky) KUDZBEL, Marek. Baťa: hospodársky zázrak. 1. vyd. Bratislava: Marada Capital Services, 2001. 195 s. ISBN 80-968458-1-0. (slovensky)
- LEHÁR, Bohumil. Dějiny Baťova koncernu (1894-1945). Praha: Státní nakladatelství politické literatury, 1960. 298 s.
- LEHÁR, Bohumil. Přehledné dějiny národního podniku Svit před znárodněním: 1894 – 1945. Gottwaldov: Svit n. p., 1959. 113 s.
- LEŠINGROVÁ, Romana. Baťova soustava řízení. 2. vyd. [Uherské Hradiště]: Lešingrová Romana, 2007. 143 s. ISBN 978-80-903808-4-4.
- NEČASOVÁ, Kamila; VALŮŠEK, David. Historie zlínských hřbitovů. 1. vyd. Zlín: Pohřebnictví Zlín, 2006. 173 s.
- NOVÁK, Pavel. Zlínská architektura: [1], 1900-1950. 2., rozšířené vyd. Zlín: POZIMOS, 2008. 319 s. ISBN 978-80-254-3215-0.
- MAREK, Martin. Baťovy závody, batismus a Sovětský svaz v letech 1918-1938. Konfrontace a kontakty na pozadí specifik československo-sovětských hospodářských vztahů. [online].  Brno: Masarykova univerzita, 2011, rev. 6. 5. 2011 [cit. 2011-05-24]. Netištěná dizertační práce. Dostupné online.
- ROUŠAR, Přemysl. Dějiny národního podniku Svit. Národní podnik Baťa (1945-1948). Praha: Práce, 1967. 251 s.
- RYBKA, Zdeněk. Základní zásady Baťova systému pro podnikatele a vedoucí pracovníky: studie. Praha: Edice TOKO A/S, 1999. 76 s. ISBN 80-902411-3-1.
- VALŮŠEK, David. Od školy ke knihovně: historie budovy Krajské knihovny Františka Bartoše ve Zlíně : 1896–2006. 1. vyd. Zlín: Krajská knihovna Františka Bartoše, 2005. 87 s. (Zlínský kraj; sv. 11). ISBN 80-86886-10-7.
- VAŇHARA, Josef. Příběh jednoho muže a jednoho města. 1. vyd. Zlín: Josef Vaňhara, Odbor školství a kultury Úřadu města Zlína, Česká pojišťovna a. s., 1994. 351 s.
- Satelity funkcionalistického Zlína. Satellites of the Functionalist Zlín: Projekty a realizace ideálních průmyslových měst – továrních celků firmy Baťa. Zlín: Státní galerie ve Zlíně, 1998. 91 s. ISBN 80-85052-30-X.

#### Periodika
- Acta Musealia: Muzea jihovýchodní Moravy ve Zlíně. 2005, roč. V, č. 1–2. ISSN 0862-8548.
- Zlínsko od minulosti k současnosti. 1998, sv. 15.
- Zlínsko od minulosti k současnosti. 2002, sv. 19.

#### Sborníky
- (slovensky) Příspěvky  In: MIKLOŠ, Peter, et al. Budúcnosť miest s monofunkčným priemyslom: príklady baťovských miest. Bratislava: Spolok architektov Slovenska, 2006. ISBN 80-88757-38-X. (slovensky)
- Příspěvky  In: TOMAŠTÍK, Marek. Tomáš Baťa: Doba a společnost. Brno: Viribus Unitis, 2007. ISBN 978-80-903948-0-3.